# Формула Ито
Формула Ито — формула замены переменной в стохастическом дифференциальном уравнении. Автор формулы Ито Киёси — японский математик-статистик.

## Определение
Дан случайный процесс {\displaystyle X=(X_{t})_{t\geqslant 0}}, заданный на фильтрованном вероятностном пространстве {\displaystyle {\big (}\Omega ,{\mathfrak {F}},({\mathfrak {F}}_{t})_{t\geqslant 0},P{\big )}} с потоком {\displaystyle ({\mathfrak {F}}_{t})_{t\geqslant 0}}.
Пусть дано стохастическое дифференциальное уравнение {\displaystyle dX_{t}=a(t,\omega )\,dt+b(t,\omega )\,dB_{t}}, или, в интегральной форме,
{\displaystyle X_{t}=X_{0}+\int \limits _{0}^{t}a(s,\omega )\,ds+\int \limits _{0}^{t}b(s,\omega )\,dB_{s},}
где {\displaystyle B=(B_{t},{\mathfrak {F}}_{t})_{t\geqslant 0}} — броуновское движение.
Пусть теперь {\displaystyle F(t,x)} — заданная на {\displaystyle \mathbb {R} _{+}\times \mathbb {R} } непрерывная функция из класса {\displaystyle C^{1,2}}, то есть имеющая производные {\displaystyle {\frac {\partial F}{\partial t}},\ {\frac {\partial F}{\partial x}},\ {\frac {\partial ^{2}F}{\partial x^{2}}}.}
При этих предположениях выполняется
{\displaystyle dF(t,X_{t})=\left[{\frac {\partial F}{\partial t}}+a(t,\omega ){\frac {\partial F}{\partial x}}+{\frac {1}{2}}b^{2}(t,\omega ){\frac {\partial ^{2}F}{\partial x^{2}}}\right]\,dt+{\frac {\partial F}{\partial x}}b(t,\omega )\,dB_{t}.}
Говоря более строго, при каждом {\displaystyle t>0} для {\displaystyle F(t,X_{t})} справедлива следующая формула Ито:
{\displaystyle F(t,X_{t})=F(0,X_{0})+\int \limits _{0}^{t}\left[{\frac {\partial F}{\partial t}}+a(s,\omega ){\frac {\partial F}{\partial x}}+{\frac {1}{2}}b^{2}(s,\omega ){\frac {\partial ^{2}F}{\partial x^{2}}}\right]\,ds+\int \limits _{0}^{t}{\frac {\partial F}{\partial x}}b(s,\omega )\,dB_{s}.}